# Luke Bell
Luke Bell (Lexington, 27 de enero de 1990-Tucson, 26 de agosto de 2022) fue un músico y cantautor estadounidense de música country. Según Rolling Stone, Bell "... [tocó] el clásico honky-tonk con un guiño y un yodel que convoca a los fantasmas durmientes del país mejor que cualquier hechizo vudú".

## Biografía
Bell nació en Lexington, Kentucky, y creció en Cody, Wyoming. Asistió a la Cody High School y se graduó en 2008. Bell lanzó su álbum debut homónimo en 2012. En 2014, Bell lanzó su segundo álbum de larga duración, titulado Don't Mind If I Do.
En 2014, Bell grabó una sesión de Daytrotter. Según Daytrotter: "Las personas sobre las que Bell escribe tienen personalidades más grandes que la vida... y Bell es, sin duda, uno de los compositores de música country y wéstern más talentosos en activo".

## Fallecimiento
Mientras estaba en Tucson, Arizona, Bell desapareció el 20 de agosto de 2022, mientras su amigo salía a comer. Fue encontrado muerto nueve días después. Tenía 32 años. Bell había cambiado recientemente la medicación para el tratamiento de su trastorno bipolar, lo que se creía que había influido en su desaparición. El 18 de septiembre de 2022, se reveló que Bell murió por intoxicación con fentanilo el 26 de agosto.

## Discografía

### Álbumes de estudio
- Luke Bell (2012)
- Don't Mind If I Do (2014)
- Luke Bell (2016)[11]

### Sencillos
- "Where Ya Been?" (2017)
- "Jealous Guy" (2021)

### Videos musicales
| Año  | Video            | Director         |
| ---- | ---------------- | ---------------- |
| 2016 | "Sometimes"      | Joshua Shoemaker |
| 2017 | "Where Ya Been?" | Scott Fund       |